# Oliver Tambo

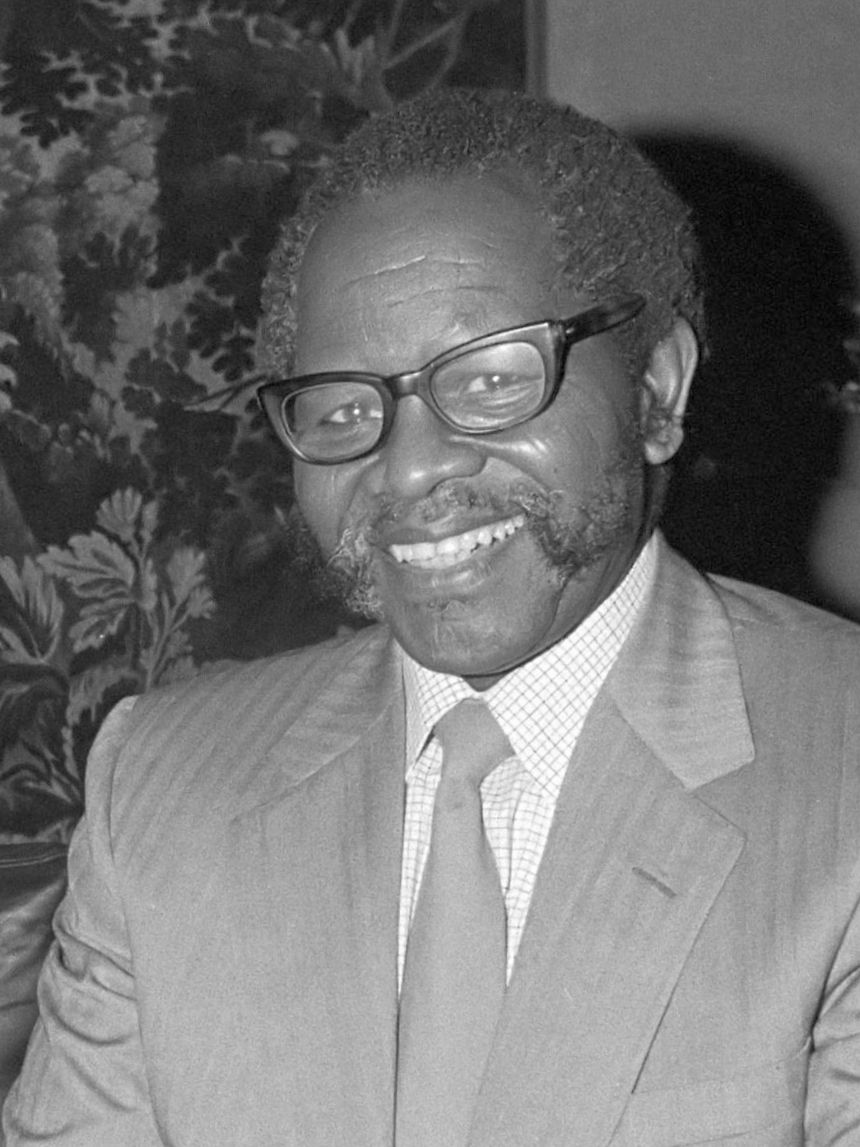
Oliver Tambo (1981)

Oliver Reginald Tambo (Mbizana, 27 oktober 1917 – Johannesburg, 24 april 1993) was een van de centrale persoonlijkheden binnen het Afrikaans Nationaal Congres (ANC).

## Biografie
Tambo werd geboren in Mbizana in Moondoland, de huidige Oost-Kaap. Als lid van het ANC was hij actief tegen de apartheid en werd hij in 1940 samen met Nelson Mandela van de Fort Hare-universiteit verwijderd. Beiden hadden deelgenomen aan een studentenstaking. Hij ging vervolgens opnieuw les geven in Johannesburg. Tambo onderwees wetenschappen en wiskunde. 
Samen met Mandela en Walter Sisulu was hij een van de stichters van de politieke jeugdbeweging van het ANC in 1943, die een gewijzigde tactiek zou voorstellen in de strijd tegen de apartheid. De stichters oordeelden dat petities en vreedzame betogingen niet langer volstonden om de blanken tot betere gevoelens te brengen. Hun actieprogramma bestond uit boycot, burgerlijke ongehoorzaamheid, stakingen en het afwijzen van elke vorm van samenwerking. 
Olivier Tambo werd in 1955 secretaris-generaal van het ANC nadat Walter Sisulu uit het land verbannen werd wegens 'communistische activiteiten'. Drie jaar later werd hij voorzitter en in 1958 werd hij op zijn beurt voor vijf jaar verbannen. 
Het ANC gaf hem opdracht om buiten de grenzen de oppositie te mobiliseren. Tambo nam deel aan de vorming van het Verenigd Zuid-Afrikaans Front, dat er succesvol op aandrong om Zuid-Afrika in 1961 uit het Britse Commonwealth te stoten. 
In 1985 werd Tambo opnieuw tot ANC-voorzitter verkozen. Hij zou in 1991 terugkeren na dertig jaar ballingschap. In 1989 had hij een hartaanval overleefd, maar in 1993 volgde echter een fatale. Tambo overleed dat jaar op 24 april.
Op 27 oktober 2006 werd de internationale luchthaven van Johannesburg, Johannesburg International Airport, omgedoopt naar OR Tambo International Airport. Naar Oliver Tambo is ook het district O.R. Tambo in de provincie Oost-Kaap genoemd. Oliver Tambo ontving postuum de Orde van de Ster van het Zuiden.

It is our responsibility to break down barriers of division and create a country where there will be neither whites nor blacks, just South Africans, free and united in diversity.
— Oliver Tambo, 1990

- Bibsys: 90251044
- Bibliothèque nationale de France: cb120377580 (data)
- Gemeinsame Normdatei: 119000563
- International Standard Name Identifier: 0000 0001 1449 082X
- Library of Congress Control Number: n86870320
- Nederlandse Thesaurus van Auteursnamen: 074169661
- SNAC: w6mh8chw
- Système universitaire de documentation: 028567595
- Virtual International Authority File: 79048996
- WorldCat: E39PBJkp7kdQfHFF6gkM7hrXh3